# Bipunctiphorus dissipata
Bipunctiphorus dissipata là một loài bướm đêm thuộc họ Pterophoridae. Nó được tìm thấy ở Honshu và quần đảo Kyushu của Nhật Bản.
Chiều dài cánh trước là 7–10 mm.